# Smaragdsteeltjes-klasse
De smaragdsteeltjes-klasse (Psoretea decipientis) is een klasse van syntaxa die door mossen gedomineerde, efemere pioniervegetatie omvat van eutrofe bodems.

## Naamgeving en codering
| Barbuletea unguiculatae Von Hübschmann 1967 |

- Syntaxoncode voor Nederland (rVvN): r61

De wetenschappelijke naam Psoretea decipientis is afgeleid van de botanische naam van witgerand grondschubje (Psora decipiens).

## Ecologie

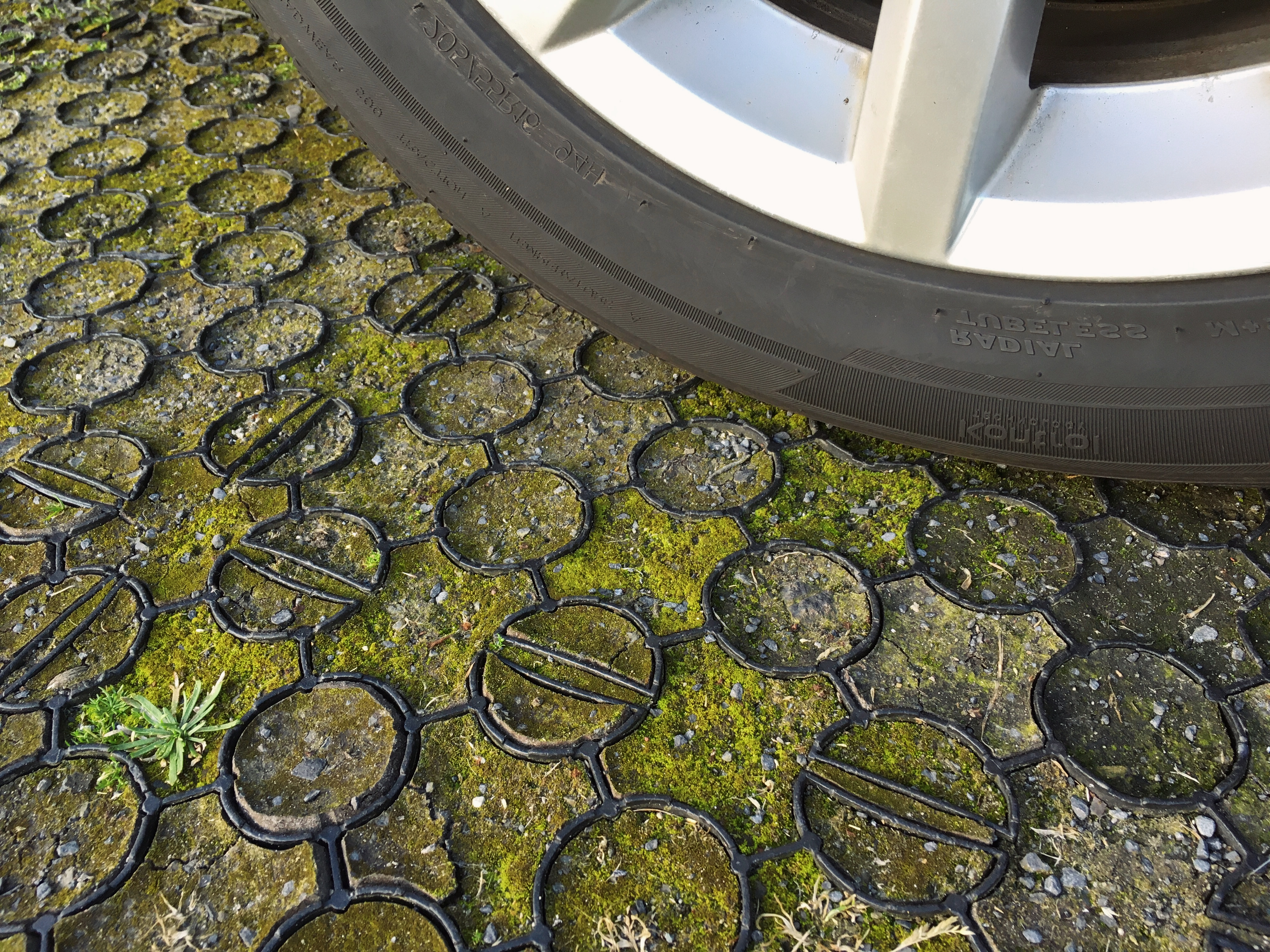
Parkeerplaats met vegetatie van de smaragdsteeltjes-klasse.

De smaragdsteeltjes-klasse omvat efemere pioniervegetatie op onbegroeide substraten. Typische standplaatsen zijn bijvoorbeeld (braakliggende) akkers, droogvallende rivieroevers en molshopen, stierenkeulen en trapgaten in graslanden.

## Onderliggende syntaxa in Nederland en Vlaanderen
De smaragdsteeltjes-klasse wordt in Nederland en Vlaanderen vertegenwoordigd door twee orden met allebei één verbond.
- - smaragdsteeltjes-orde (Barbuletalia)
    - knopmos-verbond (Phasion)
      - smaragdsteeltjes-associatie (Barbuletum convolutae)
      - kleigreppelmos-associatie (Dicranelletum variae)
      - kleimos-associatie (Tortuletum trunctatae)
      - parelmos-associatie (Weissietum controversae)

  - krulmos-orde (Funarietalia hygrometricae)
    - krulmos-verbond (Funarion hygrometricae)
      - krulmos-associatie (Funarietum hygrometricae)
      - associatie van gewoon knikkertjesmos (Physcomitrietum pyriformis)

## Fotogalerij

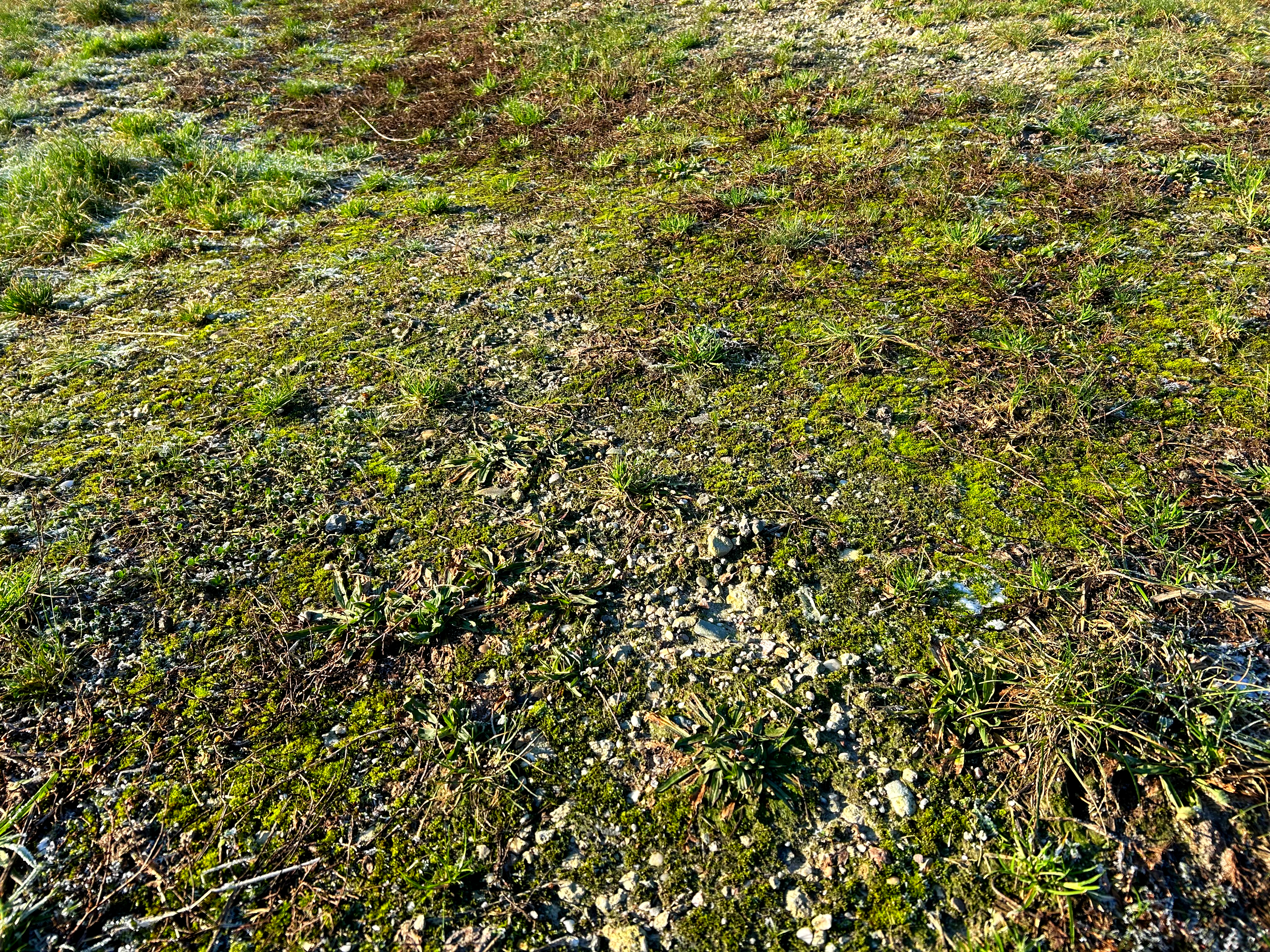
Een winteraspect van de smaragdsteeltjes-associatie als inslaggemeenschap
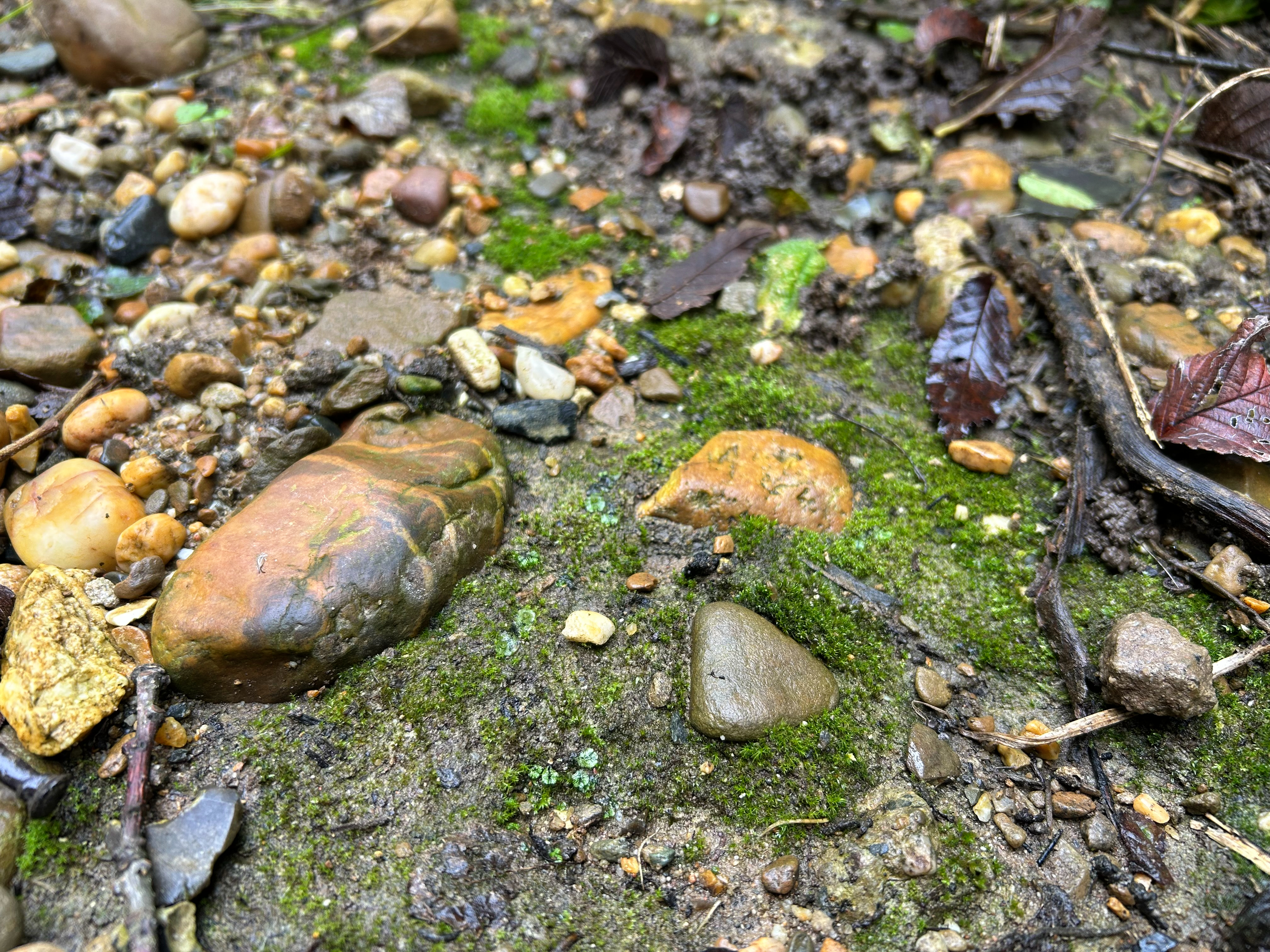
Een herfstaspect van de kleigreppelmos-associatie
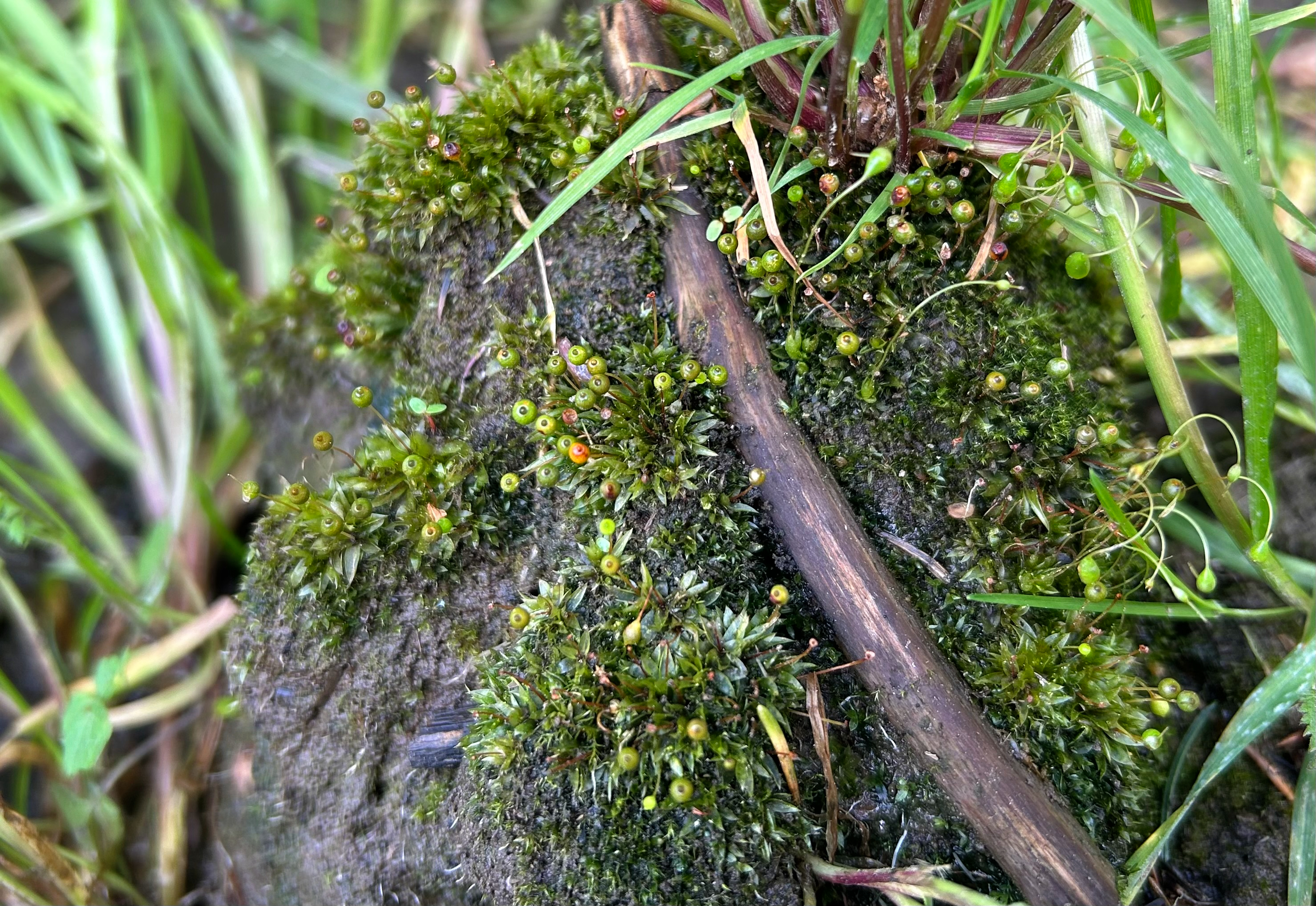
De associatie van gewoon knikkertjesmos
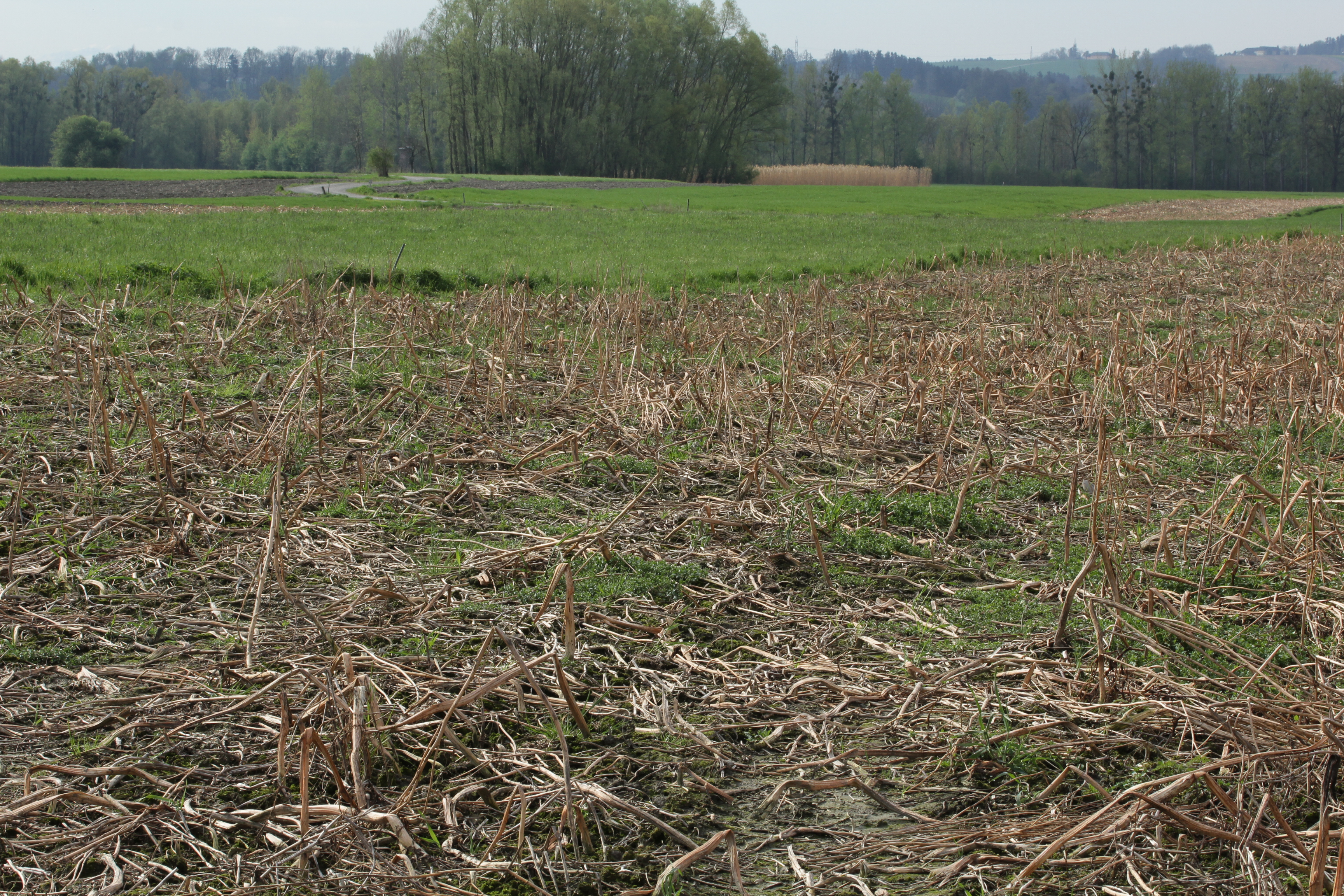
Associatie van gewoon knikkertjesmos